# Hoa hậu Angola

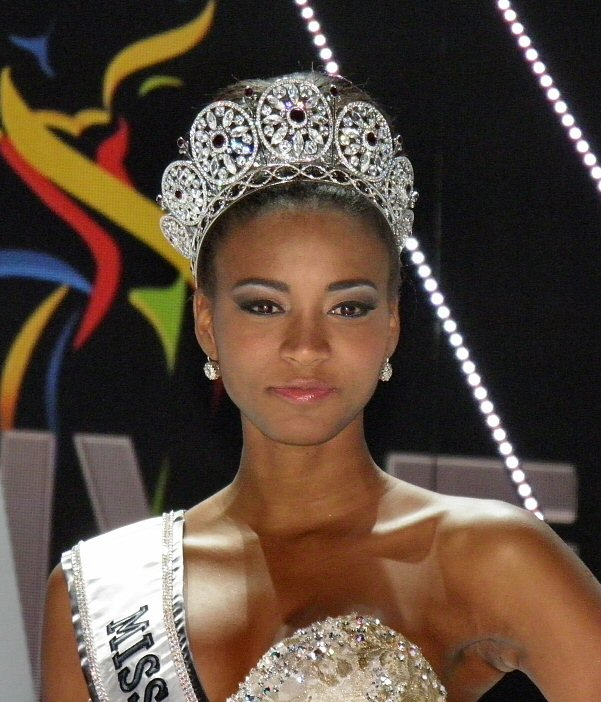
Miss-universe-2011-leila-lopes

Hoa hậu Angola là một cuộc thi sắc đẹp thường niên được tổ chức tại Angola để lựa chọn những cô gái đẹp nhất của đất nước này tham dự các kỳ thi sắc đẹp quốc tế.

## Danh sách các Hoa hậu Angola
| Năm  | Hoa hậu Angola                        | Quê         | Thành tích quốc tế                                         |
| ---- | ------------------------------------- | ----------- | ---------------------------------------------------------- |
| 1998 | Emilia Guardano                       | Luanda      | -                                                          |
| 1999 | Egídia Torres                         | Cabinda     | -                                                          |
| 2000 | Deolinda Manuel Vilela                | Namibe      | -                                                          |
| 2001 | Adalgisa Alexandra Da Rocha Goncalves | Luanda      | -                                                          |
| 2002 | Giovana Leite                         | Moxico      | -                                                          |
| 2003 | Ana José Sebastião                    | Luanda      | Top 15 Hoa hậu Hoàn vũ 2003                                |
| 2004 | Telma de Jesus Esperança Sonhi        | Lunda Sul   | Top 15 Hoa hậu Hoàn vũ 2004                                |
| 2005 | Zenilde Josias                        | Benguela    | -                                                          |
| 2006 | Stiviandra Oliveira                   | Huíla       | Top 6 Hoa hậu Thế giới 2006                                |
| 2007 | Micaela Patricia Reis                 | Lunda Norte | Top 10 Hoa hậu Hoàn vũ 2007, á hậu 1 Hoa hậu Thế giới 2007 |
| 2008 | Lesliana Pereira                      | Zaire       | -                                                          |